# Saint-Martial-sur-Né
Saint-Martial-sur-Né är en kommun i departementet Charente-Maritime i regionen Nouvelle-Aquitaine i västra Frankrike. Kommunen ligger  i kantonen Archiac som ligger i arrondissementet Jonzac. År 2022 hade Saint-Martial-sur-Né 428 invånare.

## Befolkningsutveckling
Antalet invånare i kommunen Saint-Martial-sur-Né
Referens:INSEE